# Betlanovce
Betlanovce jsou obec na Slovensku v okrese Spišská Nová Ves v Košickém kraji.

## Poloha
Obec se nachází v západní části Hornádské kotliny na severním okraji Slovenského ráje ve vzdálenosti dvou kilometrů od turistického centra Podlesok. Sousední obce jsou Hrabušice, Hranovnica, Spišský Štiavnik, Vernár a Vydrník. Přes obec protéká řeka Hornád, která za obcí v Hrdle Hornádu vtéká do Prielomu Hornádu.

## Historie
První písemná zmínka o obci pochází z roku 1311. Ve středu obce se nachází renesanční zámeček, který nechali v letech 1564 až 1568 postavit Peter Feigel a Helena Bobstová - Bethlenfalvyová. V obci se nachází židovský hřbitov.

### Významné osobnosti
- Jozef Majkut (1909–1963) – akademický malíř malující obrazy z prostředí Slovenského ráje